# La Fleur de pierre (film)
Pour les articles homonymes, voir La Fleur de pierre.
Pour plus de détails, voir Fiche technique et Distribution.
La Fleur de pierre (Каменный цветок, Kamennyj cvetok) est un film fantastique soviétique inspiré des contes de l'Oural de Pavel Bajov (1879-1950). Ce film, dirigé par Alexandre Ptouchko, est sorti en U.R.S.S. le 28 avril 1946 et a été produit par Mosfilm. Il fut présenté au festival de Cannes en 1946.

## Argument
Prokopitch est un vieux ciseleur de pierre qui a le jeune Daniel comme disciple. Un jour, Prokopitch ne peut terminer le travail d'une cassette de malachite d'une grande beauté et c'est Daniel qui s'en charge. Félicité de tous, on lui commande une coupe en forme de fleur. Une jeune fille, Katia, alors que Daniel était près de la rivière, lui montre une fleur d'une beauté exceptionnelle dont le jeune artisan s'inspire. Il aurait aimé cependant trouver la fleur originelle de pierre dont un vieux conteur lui dit qu'elle pousse sur la Montagne de Cuivre, domaine d'une magicienne qui est la maîtresse des richesses souterraines.
L'hiver venu, Daniel épouse Katia, mais il se sent irrémédiablement poussé vers la forêt à la recherche de la fleur de pierre.

## Fiche technique
- Réalisation : Alexandre Ptouchko
- Scénario : Pavel Bajov, Ivan Keller
- Opérateur : Fedor Provorov
- Direction artistique : Mikhaïl Bogdanov, Guennadi Miasnikov
- Musique : Lev Schwartz

## Distribution
- Vladimir Droujnikov : Maître Daniel
- Tamara Makarova : la reine de la Montagne de Cuivre
- Mikhaïl Yanchine : Selifane
- Ekaterina Derevchtchikova : Katia
- Mikhaïl Troïanovsky : Prokopitch, le ciseleur de pierre
- Alexandre Kleberer : le vieux conteur
- Stepan Kaïoukov : un marchand (non crédité)

## Prix et récompenses
- 1946 : Festival de Cannes, Grand Prix International de la couleur : Alexandre Ptouchko[1],[2]
- 1947 : prix Staline pour Alexandre Ptouchko et Fiodor Provorov